# Patricia Lake (Alberta)
Der Patricia Lake ist ein See im Jasper-Nationalpark in der kanadischen Provinz Alberta.

## Lage
Der See befindet sich knapp 3 km nordnordwestlich von Jasper in der Nähe des Pyramid Lake sowie des Pyramid Mountain. Der See ist nach Prinzessin Patricia of Connaught, einer Enkeltochter der britische Königin Victoria, benannt und liegt auf einer Höhe von etwa 1180 m.
Der See gehört neben dem Maligne Lake, dem Medicine Lake und dem Pyramid Lake zu den touristisch interessanten Orten der Region.

## Projekt Habbakuk
Im Zweiten Weltkrieg wurden hier für das Projekt Habbakuk, einem britischen Plan für einen Flugzeugträger aus Pykrete, Versuche mit kleinen Prototypen aus gewöhnlichem Eis durchgeführt.